# Léonhard Quaglia
Léonhard „Léon“ Quaglia (4. ledna 1896 Cluses – 5. března 1961 Chamonix) byl francouzský hokejový útočník a rychlobruslař.
V letech 1920, 1924 a 1928 byl členem francouzského hokejového týmu, který skončil 3× šestý na olympijských hrách. Je také držitelem stříbrné medaile z Mistrovství světa 1923 a zlaté medaile z Mistrovství světa 1924.
Jako rychlobruslař startoval na Zimních olympijských hrách 1924. Jeho nejlepším výsledkem bylo šesté místo ve víceboji, dále byl sedmý na 10 000 m, devátý na 5000 m, čtrnáctý na 1500 m a patnáctý na 500 m. Zúčastnil se i rychlobruslařských soutěží na ZOH 1928 (500 m – 26. místo, 5000 m – 18. místo).